# 29ª Divisione fanteria "Piemonte"
La 29ª Divisione fanteria "Piemonte" fu una grande unità di fanteria del Regio Esercito durante la seconda guerra mondiale.

## Storia
Le origini della divisione risalgono a quelle della Brigata "Piemonte" dell'Armata Sarda, creata l'25 ottobre 1831 sul 1º e 2º Reggimento fanteria "Re" e sciolta il 15 ottobre 1871 come tutte le brigate permanenti. Ricostituita, partecipò alla Grande Guerra. Nel 1926 venne riorganizzata su base ternaria come XXIX Brigata di fanteria, inquadrando come terzo reggimento il 75º "Napoli". Insieme al 24º Reggimento artiglieria "Peloritana" costituì la 29ª Divisione Militare Territoriale di Messina. Ridenominata 29ª Divisione fanteria "Peloritana" nel 1934, al comando del generale Sisto Bertoldi venne inviata in Africa orientale e fu assegnata al Comando FF.AA. "Somalia italiana" di Rodolfo Graziani per prendere parte alla campagna d'Etiopia. In questo periodo in patria fu operativa la 129ª Divisione Militare Territoriale Peloritana, per la quale vennero costituite la CXXIX Brigata di Fanteria Peloritana II, su 146º, 222º e 224º Reggimento fanteria, ed il 52º Reggimento artiglieria "Peloritana II". Rientrata in patria, con l'entrata in vigore dell'ordinamento Pariani, il 15 aprile 1939 la divisione venne trasformata in 29ª Divisione fanteria "Piemonte", con in organico 3º Reggimento fanteria "Piemonte", il 4º Reggimento fanteria "Piemonte" ed il 24º Reggimento artiglieria "Peloritana".

## Ordine di battaglia: 1935
- XXIX Brigata di fanteria
  - 3º Reggimento fanteria
  - 4º Reggimento fanteria
  - 75º Reggimento fanteria
- XXIX Battaglione mitraglieri divisionale
- 24º Reggimento artiglieria divisionale
- 24ª Compagnia Genio Artieri
- 29ª Compagnia telegrafisti e radiotelegrafisti
- due battaglioni complementi divisionali
- servizi divisionali

## Ordine di battaglia: 1940
- 3º Reggimento fanteria "Piemonte"
- 4º Reggimento fanteria "Piemonte"
- 303º Reggimento fanteria "Piemonte" (dal 1941)
- 166ª Legione CC.NN. "Peloro"[2][3] (dal 1941)
  - CLXVI Battaglione CC.NN. d'assalto "Messina"
  - CLXVII Battaglione CC.NN. d'assalto "Etna"
  - 166ª Compagnia CC.NN. mitraglieri
- 24º Reggimento artiglieria "Peloritana"
- XXIX Battaglione mortai da 81
- 29ª Compagnia cannoni controcarro da 47/32 Mod. 1935
- 70ª Compagnia genio artieri
- 16ª Compagnia radio
- 29ª Compagnia mista telegrafisti/marconisti
- una sezione sanità
- una sezione sussistenza
- una sezione CC.RR.

## Ordine di battaglia: 1943
- Comando della fanteria divisionale (Gen. B. Riccardo Mattioli dal 15 luglio 1942)
- 3º Reggimento fanteria "Piemonte"
- 4º Reggimento fanteria "Piemonte"
- 303º Reggimento fanteria "Piemonte"
- 166ª Legione CC.NN. "Peloro"
  - CLXVI Battaglione CC.NN. d'assalto "Messina"
  - CLXVII Battaglione CC.NN. d'assalto "Catania"
  - 166ª Compagnia CC.NN. mitraglieri
- 24º Reggimento artiglieria "Peloritana"
- XXIX Battaglione mortai da 81
- 29ª Compagnia cannoni controcarro da 47/32
- 7ª Compagnia genio artieri
- 29ª Compagnia mista telegrafisti/marconisti
- 32ª Sezione fotoelettricisti
- truppe di corpo d'armata
  - 3ª Compagnia/II Battaglione CC.RR.
  - 643ª Compagnia mitraglieri da posizione
  - LXII Gruppo artiglieria di C.d'A.
  - 1ª Compagnia/V Battaglione Regia Guardia di Finanza

## Comandanti: 1934-1943
- 29ª Divisione di Fanteria Peloritana (1934-39)
  - Gen. D. Augusto Vacani
  - Gen. D. Giuseppe Pavone
  - Gen. B. Sisto Bertoldi
  - Gen. B. Enrico Adami Rossi
- 129ª Divisione di Fanteria Peloritana II (1935-36)
  - Gen. D. Giuseppe Ivaldi
- 29ª Divisione di Fanteria "Piemonte" (1939-43)
  - Gen. D. Armellini Chiappi (15 aprile 1939 - 9 giugno 1940)
  - Gen. D. Giovanni Cerio (10 giugno - 5 luglio 1940)
  - Gen. D. Adolfo Naldi (15 luglio 1940 - 14 maggio 1943)
  - Gen. D. Rodolfo Torresan (15 maggio - 9 settembre 1943)